# Orgyia dewara
Orgyia dewara är en fjärilsart som beskrevs av Swinhoe 1903. Orgyia dewara ingår i släktet fjädertofsspinnare, och familjen tofsspinnare. Inga underarter finns listade i Catalogue of Life.